# Arthur Hammerschmidt
Arthur Richard Nikolaj Hammerschmidt (16. november 1891 Aarhus ) var en dansk gravør og atlet. Han var medlem af AGF og Københavns IF.
Arthur Hammerschmidt overtog 1916 Hammerschmidts Kliché fabrik i Guldsmedgade i Aarhus fra sin far Arthur Hammerschmidt senior (1863-1935). , men allerede i 1918 overlod han driften af stempelafdelingen til broderen Charles (1894-1967), mens han selv videreførte gravørafdelingen. Hammerschmidt Kliché Fabrik føres stadig videre under navnet Hammerschmidt Kliche.
Arthur Hammerschmidt juniors far Arthur Hammerschmidt senior kom fra Zwickau i Tyskland.

## Danske mesterskaber
- Sølv 1917 Længdespring 6,45
- Bronze 1917 Stangspring 3,20
- Sølv 1915 100 meter 11,5 +2 meter (cirka 11,7-11,8)
- Bronze 1915 Længdespring 6,37